# Nian Gengyao
Nian Gengyao (chinois simplifié : 年羹尧 ; chinois traditionnel : 年羹堯 ; pinyin : nián gēngyáo ; Mandchou : niyan geng yoo), surnommé Lianggong (亮功, liànggōng), 1679 – 13 janvier 1726, était un commandant militaire chinois de la dynastie Qing. Il est né comme membre de la Bannière jaune des Qing et avait une importante expérience militaire de la frontière Ouest de l'empire Qing. Nian est devenu le commandant en chef des armées han et mandchoues dans les Nord-Ouest de la Chine et aida à incorporer dans l'empire Qing, la région qui est devenue le Qinghai.

## Biographie
Son père, Nian Xialing (年遐齡), servit comme Gouverneur de Huguang (湖廣總督), de 1692 à 1704. Nian Gengyao devint lui-même un jinshi en 1700 et fut choisi comme bachelier de l'académie Hanlin. En mars 1709, la compagnie de la bannière à laquelle la famille Nian était rattachée, fut assignée à servir Yinzhen, puis plus tard, l'empereur Yongzheng. Presque au même moment, une sœur de Nian Gengyao devint une des concubines de Yinzhen.